# 一級恐懼
《驚悚》（英語：Primal Fear）是一部1996年首映的美國電影，由喬戈瑞·霍比特（Gregory Hoblit）執導，李察·基爾、羅娜·蓮妮、爱德华·诺顿及法蘭絲·麥杜雯等主演。
故事改編自William Diehl的同名小說，劇情描述一名好勝、好出名的律師怎樣嘗試幫助一名殺人疑犯打脫罪名的經過。

## 劇情
Martin Vail（李察·基爾飾）是一名芝加哥的辯護律師，好勝亦好名利。某天該市的天主教總主教在家中被謀殺，唯一的疑犯是滿身是血地從主教家跑出來的輔祭Aaron Stampler（爱德华·诺顿飾）。Vail在電視上看到新聞報道後，雖然認為Stampler殺了人的機會相當高，但為了更出名，決定免費當Stampler的辯護律師。地方檢察署派出的檢察官則是Vail以前的手下兼前女友Janet Venable（羅娜·蓮妮飾）。
審訊開始後，Vail和Stampler漸漸熟落，發現Stampler不像有能力殺人，於是找了心理學家Molly Arrington（法蘭絲·麥杜雯飾）去診斷Stampler的精神狀況。Arrington不但診斷出Stampler似是患上了人格分裂症，她更與Vail發現，殺人的該是Stampler另外一個的人格Roy。

## 演員
- 李察·基爾 飾 Martin Vail
- 羅娜·蓮妮 飾 Janet Venable
- 爱德华·诺顿 飾 Aaron Stampler
- 約翰·馬霍尼（英语：John Mahoney） 飾 John Shaughnessy
- 法蘭絲·麥杜雯 飾 Dr. Molly Arrington
- 安德魯·布瑞格 飾 Goodman
- 莫拉·蒂爾尼（英语：Maura Tierney） 飾 Naomi
- 阿爾弗雷·伍達德（英语：Alfre Woodard） 飾 Judge Shoat

這是爱德华·诺顿的第一套電影，也是他的成名代表作。

## 提名及獲獎

### 獲獎
- 金球獎
  - 最佳電影男配角：爱德华·诺顿

### 提名
- 奧斯卡金像獎
  - 最佳男配角：爱德华·诺顿

## 外部連結
- 互联网电影数据库（IMDb）上《一級恐懼》的资料（英文）
- 爛番茄上《一級恐懼》的資料（英文）